# 寺町駅 (兵庫県)
寺町駅（てらまちえき）は、かつて兵庫県洲本市寺町（現在の栄町四丁目）に存在した、淡路交通鉄道線の駅（廃駅）である。

## 歴史
- 1925年（大正14年）5月1日：淡路鉄道の洲本口（後の宇山） - 洲本間延伸開業に伴い開業[1]。
- 1934年（昭和9年）3月31日：駅舎増築[2]。
- 1936年（昭和11年）9月30日：駅舎とホームを改築[2]。
- 1943年（昭和18年）7月：社名改称に伴い淡路交通鉄道線の駅となる。
- 1966年（昭和41年）10月1日：鉄道線の廃線に伴い廃止[3]。

## 駅構造
単式ホーム1面1線の地上駅であり、洲本方から見て左側に駅舎とホームが存在した。ホームはカーブの途中に設けられていた。
駅は洲本川の南岸に位置し、当駅の北側に洲本川橋梁が架かっていた。

## 駅周辺
当駅は洲本市中心市街地の北西端に位置していた。
- 兵庫県道76号洲本灘賀集線
- 洲本川
- 千草川
- 千福寺
- 淡路広域消防事務組合消防本部
- 淡路広域消防事務組合洲本消防署

## 駅跡
線路跡は道路に転用されており、駅跡および洲本川橋梁はその位置を特定することが困難となっている。

## 隣の駅
淡路交通
鉄道線
洲本駅 - 寺町駅 - 宇山駅